# خالیا براسول
خالیا براسول (به انگلیسی: Khalia Braswell) دانشمند رایانه، مربی و فن‌شناس آمریکایی است. او بنیانگذار و مدیر اجرایی سابق کمپ اینتیچ برای دختران است که برای تشویق دختران رنگین‌پوست به دنبال یادگیری در مورد فناوری ایجاد شده است. براسول مدرک دکترای فلسفه را در آموزش و پرورش با تمرکز بر ریاضیات، علوم و فناوری از دانشگاه تمپل در فیلادلفیا دریافت کرد.

## زندگی‌نامه
خالیا برسول در راکی مانت، کارولینای شمالی متولد شد و زمانی که کلاس دوم بود به شارلوت نقل مکان کرد. او مدرک کارشناسی خود را در علوم رایانه در دانشگاه ایالتی کارولینای شمالی و مدرک کارشناسی ارشد خود را در فناوری اطلاعات در دانشگاه کارولینای شمالی در شارلوت به دست آورد.
در سال ۲۰۱۴، براسول کمپ اینتیچ برای دختران را ایجاد کرد، برنامهای که هدف آن الهام بخشیدن به دختران رنگین‌پوست برای دنبال کردن مشاغل در فناوری است. او پس از تحصیلات تکمیلی به کالیفرنیا نقل مکان کرد تا به عنوان مهندس در اپل کار کند. او در سال ۲۰۱۸ استعفا داد و به شارلوت بازگشت تا تمام وقت اینتیچ را اداره کند. براسول با کنار گذاشتن نقش خود به عنوان مدیر اجرایی اینتیچ، شروع به استفاده از تخصص خود به عنوان محقق در کرانچ‌بیس کرد.

## جوایز
براسول در سال ۲۰۱۸ جایزه زنان صاحب قدرت میراث واکر (Walker's Legacy Women of Power) را دریافت کرد و در فهرست «د روت» ۱۰۰ آمریکایی آفریقایی‌تبار تأثیرگذارترین در سال ۲۰۱۸ قرار گرفت.